# Utricularia kamienskii
Utricularia kamienskii är en tätörtsväxtart som beskrevs av Ferdinand von Mueller. Utricularia kamienskii ingår i släktet bläddror, och familjen tätörtsväxter. Inga underarter finns listade i Catalogue of Life.